# Kakeldütt
Kakeldütt ist ein Wohnplatz der Stadt Mirow in der Gemarkung Blankenförde im Süden des Landkreises Mecklenburgische Seenplatte in Mecklenburg-Vorpommern.

## Geografie und Verkehrsanbindung
Kakeldütt liegt nordöstlich des Kernortes Mirow an der Kreisstraße K 2. Die Landesstraße L 25 und die B 198 verlaufen südlich vom Ort. Die Havel trennt Kakeldütt vom benachbarten Ortsteil Blankenförde.
Westlich erstreckt sich der Jäthensee, südwestlich der Jamelsee, südlich der Rote See und östlich der Görtowsee.

## Geschichte
Kakeldütt wurde 1342 erstmals erwähnt, als es von den Fürsten Nicolaus III. und Bernhard von Werle an die Komturei Mirow verschenkt wurde.
Bis 2014 gehörte Kakeldütt zur Gemeinde Roggentin, diese wurde aber samt Ortsteilen nach Mirow eingemeindet.

## Sehenswürdigkeiten
In der Liste der Baudenkmale in Mirow ist für Kakeldütt die Dorfkirche aufgeführt.